# Solfonazione
La solfonazione è una reazione organica con cui si introduce su un composto organico uno o più gruppi solfonici -SO3H, derivanti dall'acido solforico. Il prodotto che si ottiene è maggiormente idrosolubile del composto di partenza, sia che lo si ottenga come acido libero che come sale (prevalentemente di sodio).
I prodotti derivanti da solfonazione di substrati aromatici vengono chiamati arilsolfonici, mentre i prodotti di substrati alifatici sono detti alchilsolfonici.
I prodotti alchilsolfonici trovano largo impiego nella detergenza, specialmente come sali.
I prodotti arilsolfonici sono diffusi come intermedi di reazione per innumerevoli processi di sintesi, tra cui la fabbricazione di coloranti organici.
La solfonazione, maggiormente impiegata su substrati aromatici, si può ottenere per sostituzione di un atomo di idrogeno, impiegando i seguenti reagenti:
- acido solforico a 66°Bé
- acido solforico 100%
- oleum
- acido clorosolforico
- acido amminosolfonico (processo a secco sottovuoto)

mentre si può anche ottenere per:
- sostituzione di alogeno per mezzo del solfito di sodio
- sostituzione di gruppo nitro o chinoneossima (nitrosofenolo) con bisolfito
- ossidazione di mercaptani e disolfuri
- introduzione del gruppo metensolfonico per reazione con formaldeide e bisolfito

## Meccanismo
Il meccanismo della solfonazione di molecole aromatiche con specie acide è quello della sostituzione elettrofila aromatica.
Nelle reazioni che impiegano acido solforico, l'anidride solforica è la specie elettrofila che attacca l'anello benzenico. L'atomo di idrogeno che viene sostituito invece di essere espulso si lega al doppietto elettronico non condiviso dell'ossigeno dell'anidride solforica al fine di ristabilire il carattere aromatico del nucleo.
La reazione è la seguente (qui sul benzene, dove il prodotto di reazione è l'acido benzensolfonico):
La reazione è reversibile, specialmente per gli arilsolfonati, quindi per idrolisi in ambiente acido a circa 80 °C l'equilibrio della reazione è spostato verso sinistra, in favore del benzene. Questa reversibilità viene sfruttata per introdurre altri gruppi funzionali nella stessa posizione in cui risiedeva il gruppo solfonico (es. gruppi nitro, nitroso, ossidrile)